# 顺河镇 (丰县)
顺河镇，是中华人民共和国江苏省徐州市丰县下辖的一个乡镇级行政单位。

## 行政区划
顺河镇下辖以下地区：
顺河社区、大圣社区、师新庄村、边庙村、顺河村、岳庄村、焦庄村、土屯村、杨楼村、张口村、范庄村、渠寨村、朱坑村、大圣村、杨庙村、李庄村、巩大庄村、马庄村、齐庙村、蔡庄村、黄楼村、白庙村、王寨村和涂庄村。